# Гірничопромислове освоєння астероїдів

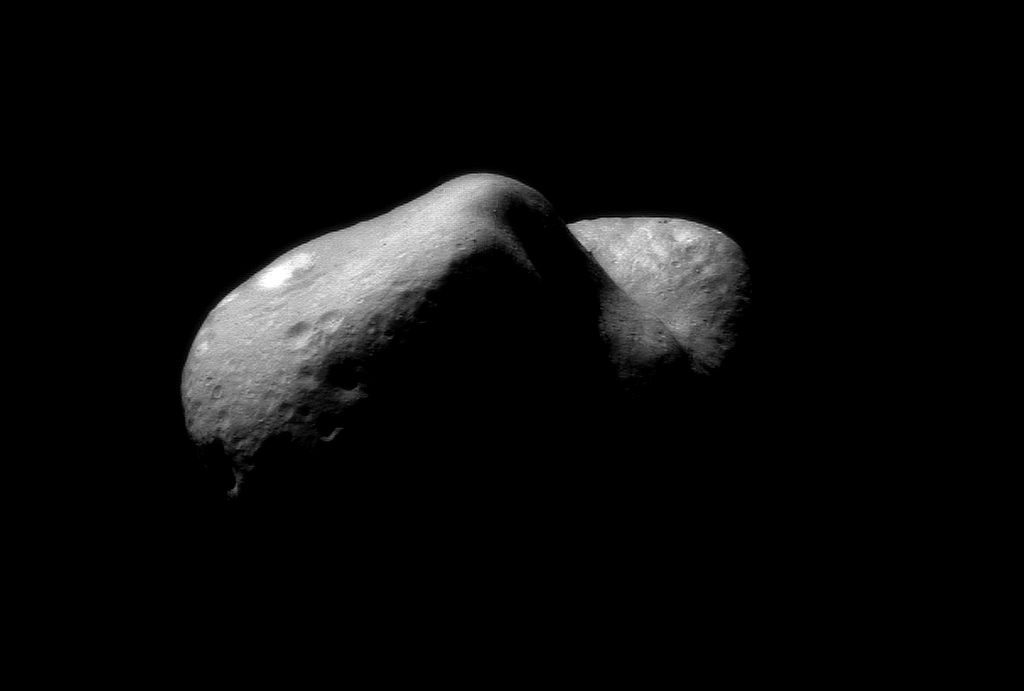
250px (433) Ерос - кам'яний астероїд, що перетинає орбіту Марса

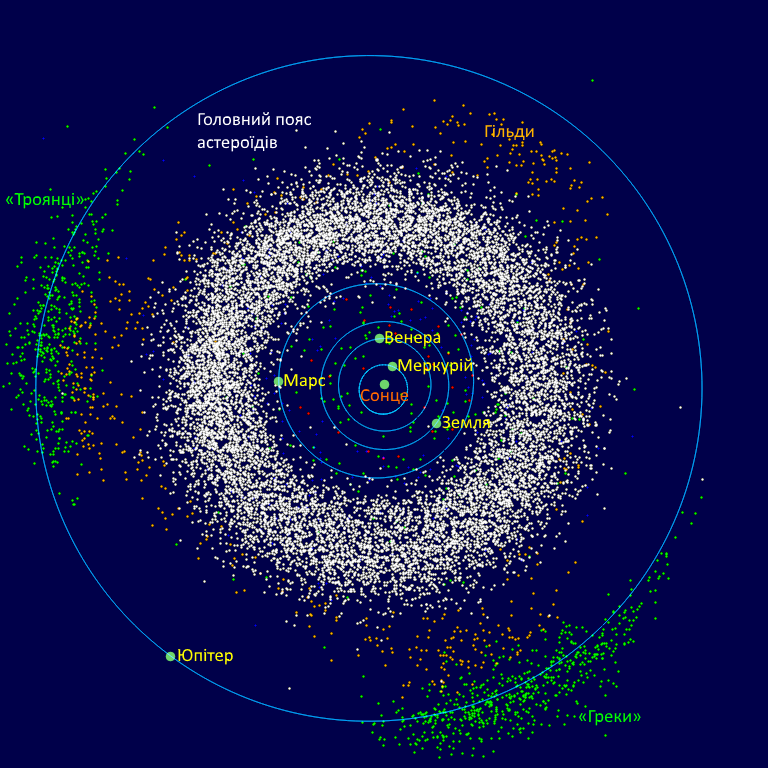
Головний пояс астероїдів (зображено білим) розташований між орбітами Марса і Юпітера.

Схематичне зображення орбіт астероїдів груп Атона, Аполлона та Амура, на тлі орбіти Землі (позначена синім).

Гірничі роботи на астероїдах передбачають видобуток мінеральної сировини на астероїдах і космічних тілах в Головному поясі астероїдів і особливо з надр Навколоземних астероїдів.

## Загальна характеристика проблеми
Різні мінерали і леткі елементи, що знаходяться в складі порід астероїда або комети, можуть служити джерелом металів - заліза, титану, нікелю, платини тощо. Крім того, передбачається, що деякі астероїди містять в своєму складі водовмісні мінерали, з яких можна отримати воду і кисень, необхідні для підтримки життя, а також водень - один з основних видів ракетного палива. В процесі подальшого освоєння космосу використання космічних ресурсів буде просто необхідно.
При достатньому рівні розвитку техніки видобуток на астероїді таких елементів, як платина, кобальт та інших рідкісних мінералів з наступною їх доставкою на Землю може приносити дуже великий прибуток. У цінах 1997 року порівняно невеликий металевий астероїд діаметром 1,5 км містив у собі різних металів, у тому числі дорогоцінних, на суму 20 трильйонів доларів США Насправді все золото, кобальт, залізо, марганець, молібден, нікель, осмій, паладій, платина, реній, родій та рутеній, які зараз добуваються з верхніх шарів Землі, найчастіше є залишками астероїдів, що впали на Землю під час раннього метеоритного бомбардування, коли після охолодження кори на планету падала величезна кількість астероїдного матеріалу. Через велику масу більше 4 млрд років тому на Землі почала відбуватися диференціація надр, в результаті чого більшість важких елементів під дією гравітації опустилося до ядра планети, тому кора виявилася збідненою важкими елементами. А на більшості астероїдів через незначну масу ніколи не відбувалася диференціація надр і всі хімічні елементи розподілені в них більш рівномірно.
У 2004 році світове виробництво залізної руди перевищило 1 млрд тонн.  Для порівняння, один невеликий астероїд класу M діаметром 1 км може містити до 2 млрд тонн залізо-нікелевої руди , що в 2-3 рази перевищує видобуток руди за 2004 рік. Астероїд 16 Психея містить 1,7× 1019 кг залізо-нікелевої руди. Цієї кількості вистачило б для забезпечення потреб населення земної кулі протягом декількох мільйонів років, навіть з урахуванням попиту подальшого збільшення. Невелика частина вилученого матеріалу може також містити дорогоцінні метали.
У 2006 році Обсерваторія ім. В.М. Кека оголосила, що подвійний троянський астероїд 617 Патрокл, а також багато інших троянських астероїдів Юпітера, складаються з льоду і є, можливо, звироднілими ядрами комет. Інші комети і деякі навколоземні астероїди (що періодично зближаються з Землею) також можуть володіти великими запасами води. Використання місцевих ресурсів для створення і підтримки життєздатності бази допоможе істотно знизити собівартість видобутку сировини.

## Вибір астероїда
Одним з головних чинників окупності добувної бази є вибір правильної траєкторії і часу польоту, а також астероїда, з прийнятним значенням першої космічної швидкості ({\displaystyle v_{1}\,\!}). Значна частина видобутих ресурсів може бути витрачена в процесі їх доставки на Землю, а особливо при старті з астероїда і розгоні.
Другим фактором мети є вибір. В даний час якість руди і, як наслідок, вартість та маса обладнання, необхідного для його вилучення, невідомі. Тим не менш, виявити потенційні ринки збуту видобутих на астероїдах ресурсів, з подальшим отриманням прибутку, цілком реально. Наприклад, економія доставки декількох тонн води на низьку навколоземну орбіту (ННО) за рахунок видобутку її на астероїді може привести до істотного прибутку в галузі космічного туризму.
Навколоземні астероїди є першорядними об'єктами для промислового освоєння. Низьке значення  {\displaystyle v_{1}\,\!} робить їх придатними об'єктами видобутку будівельних матеріалів для навколоземних космічних об'єктів, що значно знижує економічні витрати на транспортування вантажів на орбіту Землі.
Прикладом астероїда, найперспективнішого для освоєння, є астероїд 4660 Нерей. Цей астероїд має дуже низьку  {\displaystyle v_{1}\,\!},  навіть у порівнянні з Місяцем, що дозволяє легко піднімати з його поверхні здобуті матеріали. Однак, щоб доставити їх на Землю, буде потрібно розігнати корабель до набагато більшої швидкості.

## Видобуток
Існує три можливих варіанти видобутку сировини:
1. Видобуток руди і доставка її на місце подальшої переробки,
2. Переробка видобутої руди прямо на місці видобутку, з наступною доставкою отриманого матеріалу,
3. Переміщення астероїда на безпечну орбіту між Місяцем і Землею. Це теоретично може дозволити заощадити здобуті на астероїді матеріали.

Високоякісна переробка сировини прямо на місці видобутку дозволить істотно знизити витрати на транспортування добутих матеріалів, хоча для цього буде потрібно доставка на астероїд додаткового обладнання.
Видобуток і переробка корисних копалин на астероїді вимагає спеціалізованого обладнання, здатного працювати в умовах відкритого космосу. Через малу силу тяжіння навіть порівняно невеликий імпульс може виявитися достатнім, щоб обладнання могло зірватися від поверхні астероїда і полетіти у відкритий космос, тому все устаткування повинне надійно закріплюватися. Стиковку з астероїдом можна виконати за допомогою гарпуна: спеціальний снаряд вистрілюється в поверхню астероїда і заглиблюється в неї, тим самим служачи якорем, після чого за допомогою лебідки і троса, закріпленого на гарпун, до поверхні притягається сам корабель або обладнання. При цьому необхідно, щоб поверхня астероїда була досить тверда, щоб гарпун надійно закріпився в ній.
Існує декілька можливих способів видобутку руди:
1. Руди можуть добуватися відкритим (кар'єрним) методом [9].
2. На металевих астероїдах поверхня може бути покрита зернами металу, які можна було б збирати за допомогою магніту.[10]
3. На ядрах звироднілих комет за допомогою теплового впливу можна добувати воду і різні леткі сполуки газів, таких як водень, і використовувати їх як паливо.[11]
4. Якщо добувати сировину відкритим способом буде неможливо і будуть потрібні шахти, то необхідно буде будувати транспортні системи для доставки руди з шахт на поверхню і в центр обробки.
5. Щоб забезпечити розвиток виробництва і виключити необхідність втручання людини при різних аварійних ситуаціях, можна створити на астероїді самовідтворювальні машини. Наприклад, уявіть собі машину, яка в змозі з видобутого з поверхні астероїда матеріалу зібрати свою точну копію за один місяць. Тоді через місяць після прибуття на астероїді буде працювати вже не одна, а дві машини. Після десяти місяців їх буде до 1024, після двадцяти більше мільйона, через 30 - понад мільярд, а через 40 - понад трильйон і так далі в геометричній прогресії. Таким чином, за 5 років такі пристрої зможуть переробити більше половини всієї маси астероїда 16 Психея, наймасивнішого з металевих астероїдів типу M і одного з десяти найбільших астероїдів  Головного пояса астероїдів.

Через велику відстань між Землею і астероїдом, зважаючи на кінцеву швидкість передачі сигналу, буде мати місце досить велика затримка сигналу в кілька десятків хвилин або навіть більше, в залежності від відстані астероїда від Землі. Таким чином, для роботи будь-якого гірничодобувного обладнання необхідні або дуже високий ступінь автоматизації, або присутність людини безпосередньо на астероїді. Люди також будуть необхідні для усунення неполадок і підтримки працездатності устаткування. З іншого боку, затримка зв'язку на кілька хвилин не заважає автоматичним апаратам, наприклад, в дослідженнях Марса, до того ж використання автоматизованих систем обійдеться дешевше.

## Перші проєкти
Планетоїд Психея діаметром розташований в поясі астероїдів між Марсом і Юпітером майже цілком складається із заліза і нікелю. Це унікальний об'єкт в нашій Сонячній системі, оцінюється в 10 000 квадрильйонів доларів США. Вся світова економіка варта близько 74 трильйонів доларів. NASA планує почати роботизовану місію з переробки астероїда. Видобуток матеріалів з цього астероїда змінить роботу всієї економіки Землі. Первісна дата запуску для місії була намічена на 2023 рік з запланованим прибуттям приблизно в 2030 році. З новою траєкторією, однак, старт почнеться влітку 2022 року, зонд досягне пояса астероїдів в 2026 році.